# تاكومي يويساتو
تاكومي يويساتو (باليابانية: 上里 琢文) (29 أبريل 1990 في أوكيناوا في اليابان – )؛ هو لاعب كرة قدم ياباني سابق كان يلعب كمهاجم.

## وصلات خارجية
- تاكومي يويساتو على موقع رابطة كرة القدم اليابانية للمحترفين (اليابانية)
- تاكومي يويساتو على موقع قاعدة بيانات كرة القدم.إي يو (الإنجليزية)
- تاكومي يويساتو على موقع Soccerway.com (الإنجليزية)
- تاكومي يويساتو على موقع عالم كرة القدم.نت (الإنجليزية)